# 23 Marina
23 Marina ist der Name eines Wolkenkratzers in der Wüstenmetropole Dubai, Vereinigte Arabische Emirate.
Das Gebäude, dessen Projektentwickler das Unternehmen Emaar Properties ist, wurde Anfang des Jahres 2012 fertiggestellt und besitzt 90 Etagen und 57 Swimmingpools. Der 393 Meter hohe schlanke Wohnturm schließt mit einer spitzen Dachkonstruktion ab. Die letzten 24 Etagen beherbergen 45 Duplex-Wohnungen. Im Februar 2010 wurden die Arbeiten für einige Wochen unterbrochen, die Endhöhe erreichte das Bauwerk im Juni 2011, damit war es bis zum Richtfest des Princess Towers im Januar 2012 das zweithöchste Gebäude der Stadt nach dem Burj Khalifa. Nach seiner vollständigen Fertigstellung im Januar 2012 galt es als höchstes eröffnetes reines Wohngebäude. Diesen Rang musste das Gebäude im Sommer 2012 durch die Fertigstellung des Princess Towers wieder abgeben und fiel auf den zweiten Platz. Im Jahr 2023 war 23 Marina das vierthöchste Gebäude in Dubai.
Der Architekt von 23 Marina ist Hafeez Sorab Contractor.

## Einzelnachweise

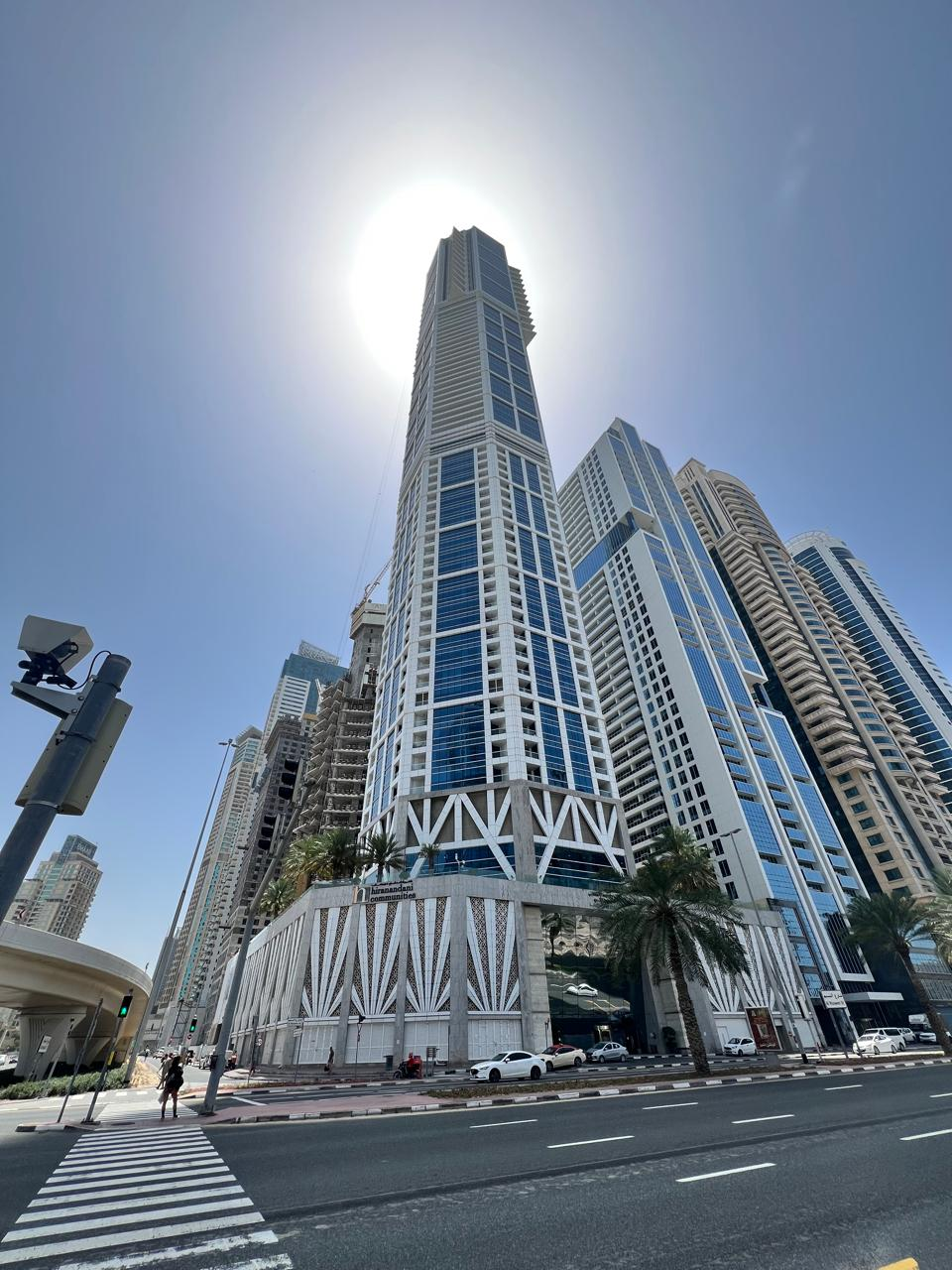
23 Marina Tower Dubai